# .mz
.mz je internetová národní doména nejvyššího řádu pro Mosambik.